# Лицей № 130 имени академика М. А. Лаврентьева
Лицей № 130 имени академика М. А. Лаврентьева— среднее образовательное учреждение в Новосибирске, в Верхней зоне Академгородка (Советский район).

## Расположение

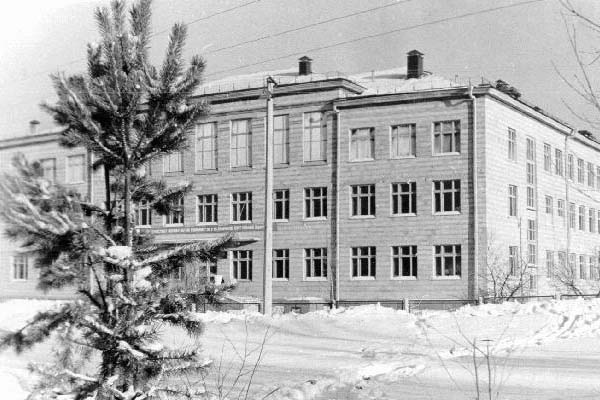
Здание по адресу Детский проезд, 10 во время работы в нём школы № 130. Ныне здание Гимназии № 3.

В 1959–60 учебном году школа располагалась в одном из бараков микрорайона «Щ», неподалёку от того места, где сейчас располагается бизнес-центр «Пентагон». В 1960–61 учебном году школа переехала на Детский проезд, 10, в первое школьное здание, построенное в Верхней зоне. Она занимала первый этаж, в то время как на втором и третьем располагался НГУ. В 1961 году на улице Жемчужной было построено ещё одно типовое здание школы (д. 16). На 1961–62 учебный год, окончательно вытесненная университетом, школа № 130 переехала туда. На следующий год НГУ съехал в построенный для него корпус на улице Пирогова, 2, и школа вернулась на Детский проезд, 10. С 1970 года школа № 130 располагается в четырёхэтажном здании с пристройкой, по адресу улица Учёных, 10.

## История

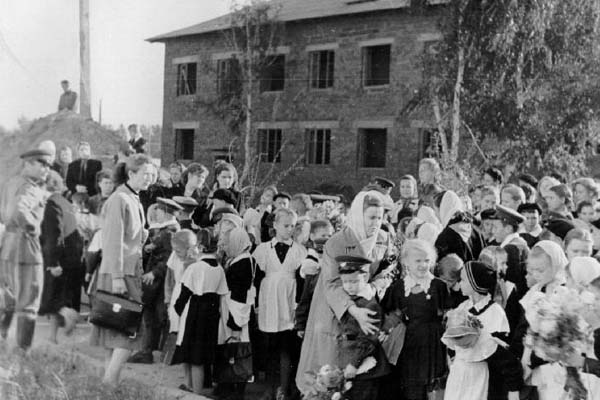
Первая линейка в школе № 126. Микрорайон «Щ». 1 сентября 1959 года

В 1959 году в Новосибирском Академгородке открылась средняя школа № 126. 
 В первую же неделю сентября номер был заменён на нынешний. В первом учебном году в школе было всего 12 классов на восьми параллелях, в которых обучалось 206 учеников и преподавало 12 учителей.
В 1962 году некоторые предметы («География частей света», «Новая история», «Английская и американская литература» и «Физика»[страница не указана 970 дней]) начали преподавать на английском языке. Занятия велись по той же программе, но многие ученики не успевали параллельно учить материал урока и новую английскую лексику. В середине учебного года предметы начали переводить обратно на русский язык.
В мае 1963 года единственным предметом, преподававшимся на английском языке, осталась британская литература. В том же году из школы были выпущены первые выпускники — два десятых класса, по 17 человек в каждом.
В 1964 году появился новый предмет, связанный с английским — «Основы научно-технического перевода».
В 1967 году начались уроки программирования. Ученики занимались в вычислительном центре АН СССР, а 1975 году в школе появился свой компьютерный класс: были установлены две телетайпные установки для связи с ЭВМ, работающей на ВЦ АН СССР.
В 1968 году в школе, впервые в СССР, в порядке эксперимента были открыты профильные классы.
В 1997 году Джорджом Соросом был открыт первый в Новосибирске школьный интернет-класс (в кабинете № 305).
В 2001 году школе присвоено имя академика М. А. Лаврентьева, а в 2002 — статус Лицея. 
В 2019 году стала опорной школой РАН.

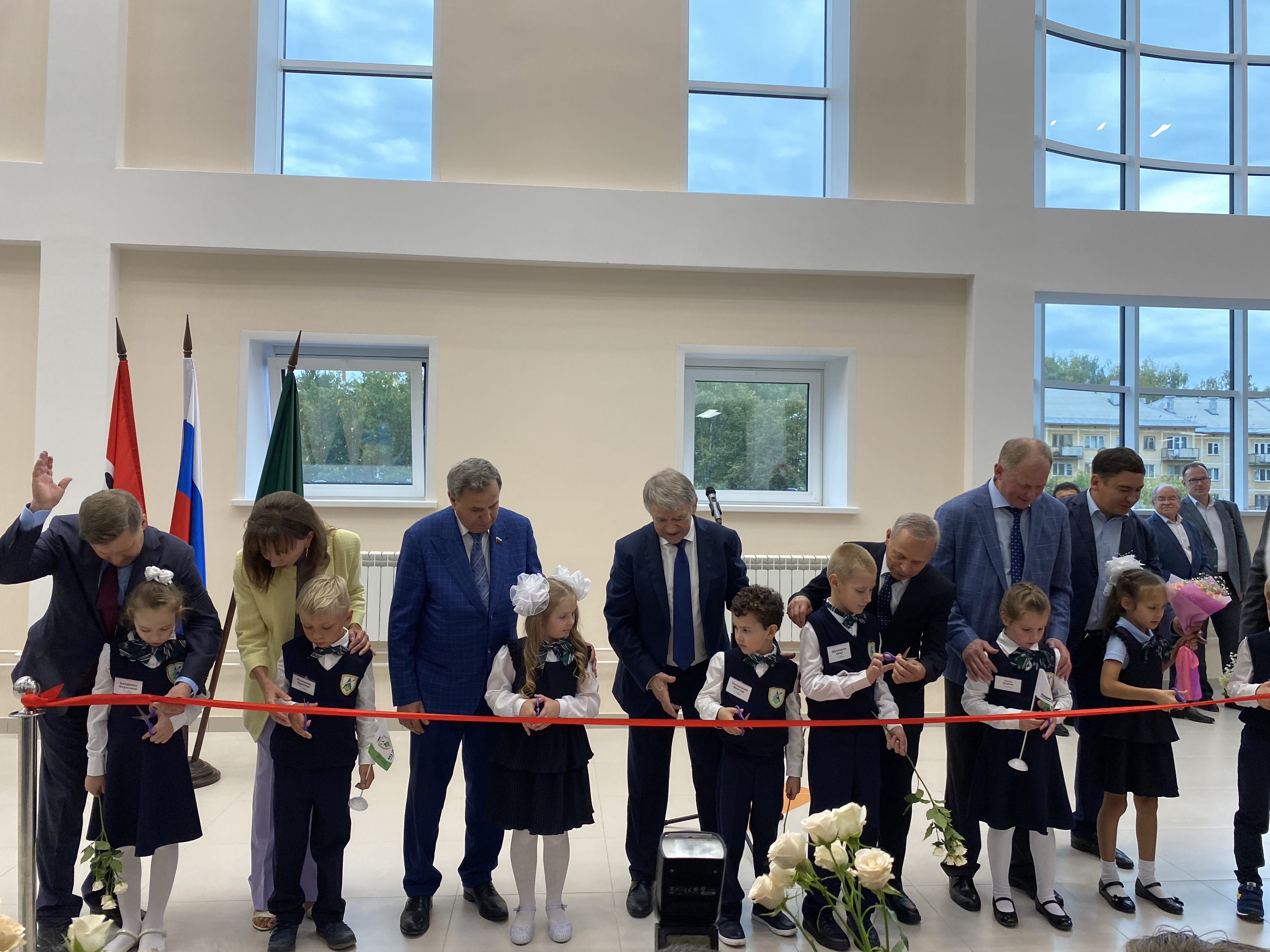
Торжественное открытие нового корпуса лицея. 1 сентября 2021 года

30 марта 2019 года была начата подготовка площадки для строительства нового корпуса рядом с существующим. Строительство началось в апреле. Стоимость всех работ составила более 447 миллионов рублей.
1 сентября 2020 года состоялось открытие нового корпуса. В четырёхэтажном корпусе разместилась начальная школа – его и существующий корпус лицея соединяет переход. В новом корпусе оборудованы бассейн, два спортивных зала, зоны отдыха, актовый зал, кабинеты иностранного языка, музыки и рисования. На четвёртом этаже располагаются шесть лабораторий по химии, физике, биологии, робототехнике, информационным технологиям и гуманитарным исследованиям. Общая численность обучающихся в 2020 году составляла 1222 человека.

## Список директоров
| № | Имя                              | В должности                       |
| - | -------------------------------- | --------------------------------- |
| 1 | Поливанов Николай Михайлович     | 29 июля 1959 — март 1962          |
| 2 | Грецков Юрий Михайлович          | март 1962 — 26 апреля 1967        |
|   | Поздеева Тамара Александровна    | 26 апреля 1967 — 25 августа 1968  |
| 3 | Греновский Пётр Иванович         | 25 августа 1968 — декабрь 1970    |
| 4 | Тархов Николай Иванович          | декабрь 1970 — август 1986        |
| 5 | Баннов Александр Митрофанович    | август 1986 — 19 сентября 2000    |
| 6 | Дельфонцева Татьяна Вячеславовна | 19 сентября 2000 — 6 октября 2005 |
| 7 | Сопочкин Сергей Владимирович     | 6 октября 2005 — н. в.            |

## Достижения
- Лицей № 130 вошёл в топ-500 лучших школ России в 2013[12], 2014[13], 2015[14], 2016 и 2017 годах.

- В рейтинге конкурентоспособности выпускников в 2018 году Лицей № 130 занял 22 место среди школ России[15].

- Учитель биологии Людмила Некрасова стала победителем конкурса «Учитель года 2012» в Новосибирской области[16].

- В рейтинге школ России по конкурентоспособности выпускников в 2021 году Лицей № 130 занял 43 место[17].

- В рейтинге школ России по количеству выпускников, поступивших в ведущие вузы России в 2021 году, Лицей № 130 занял 77 место[18].

## Фотографии

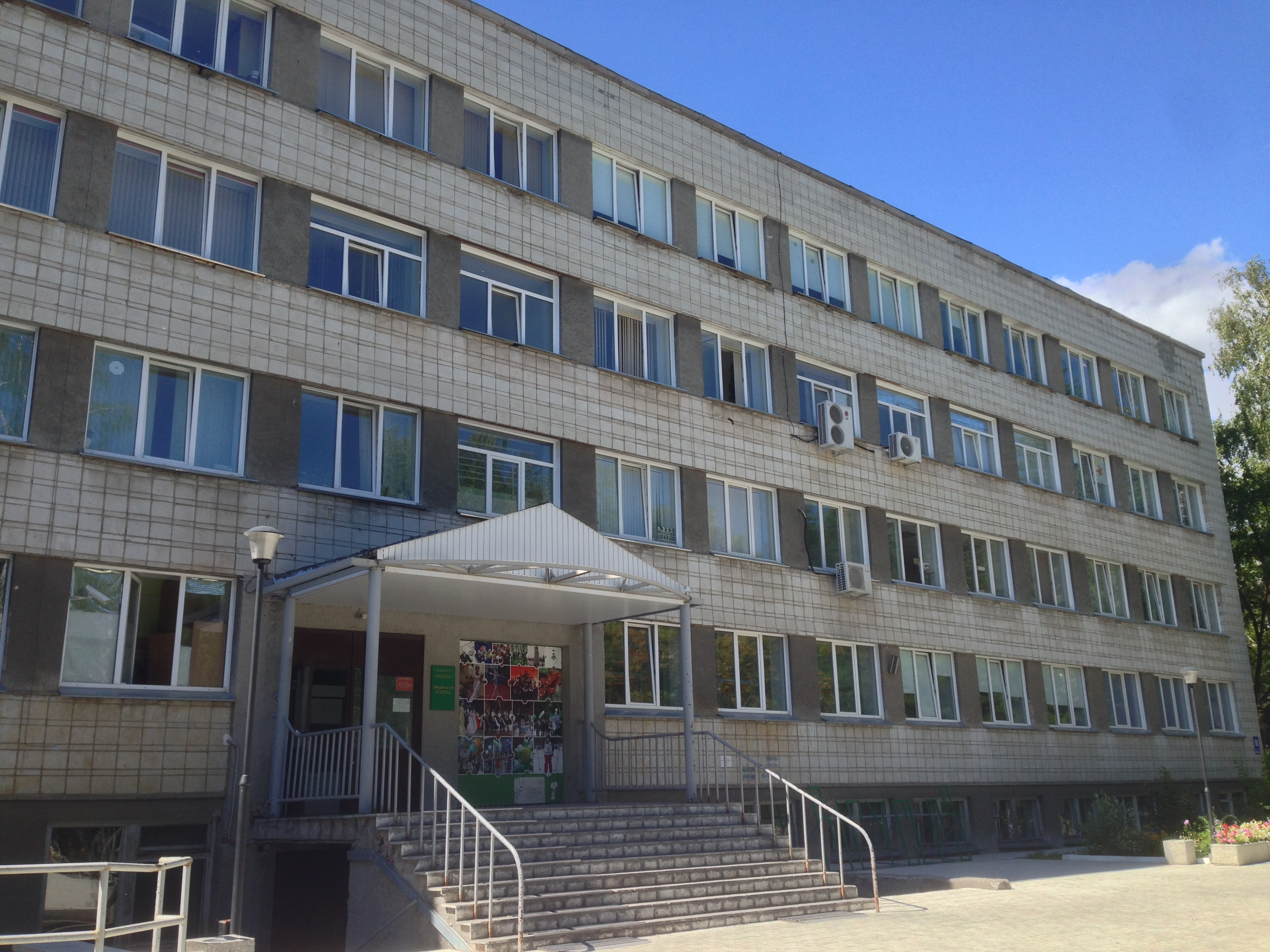
В августе 2015
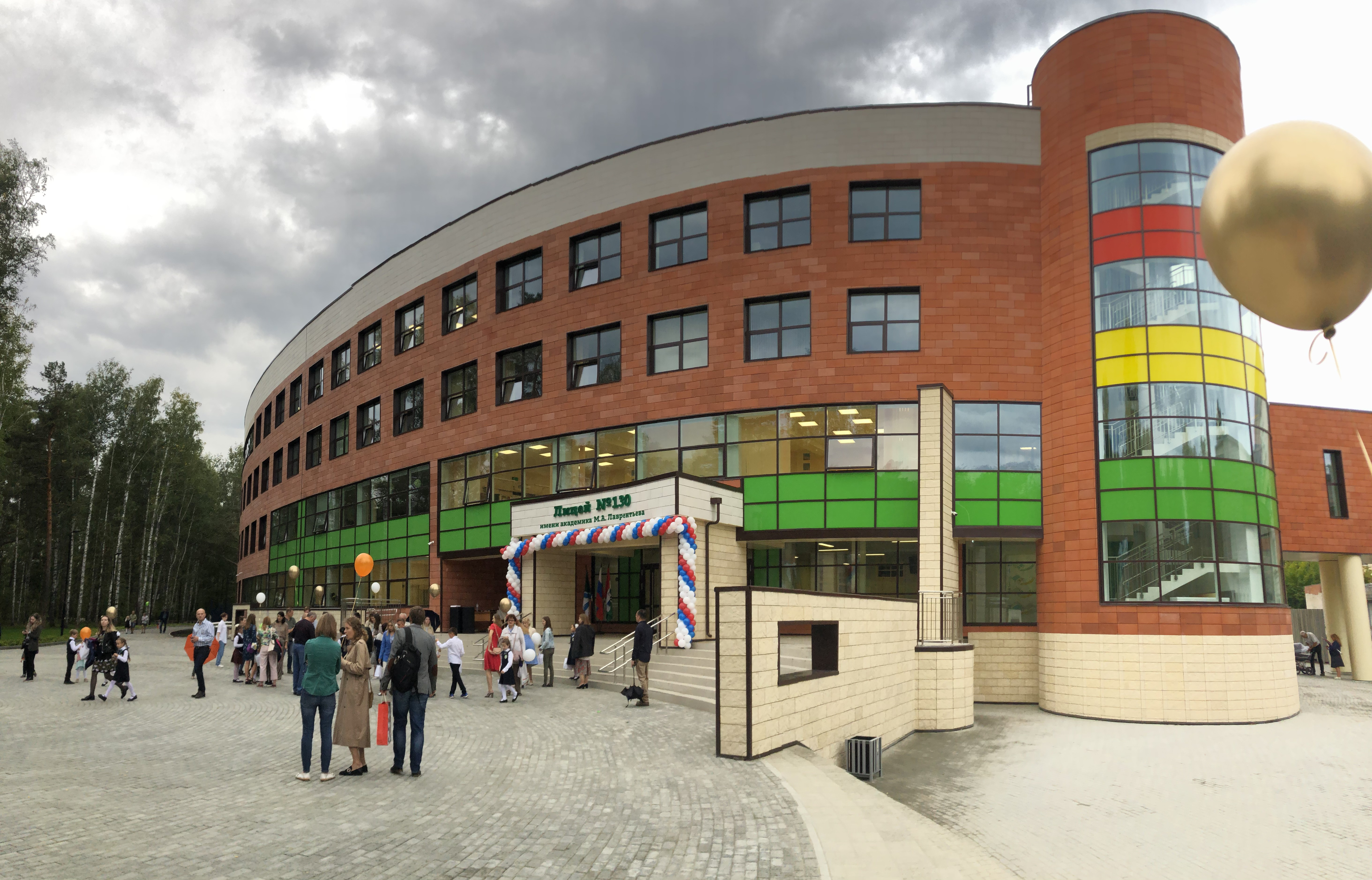
Новый корпус Лицея
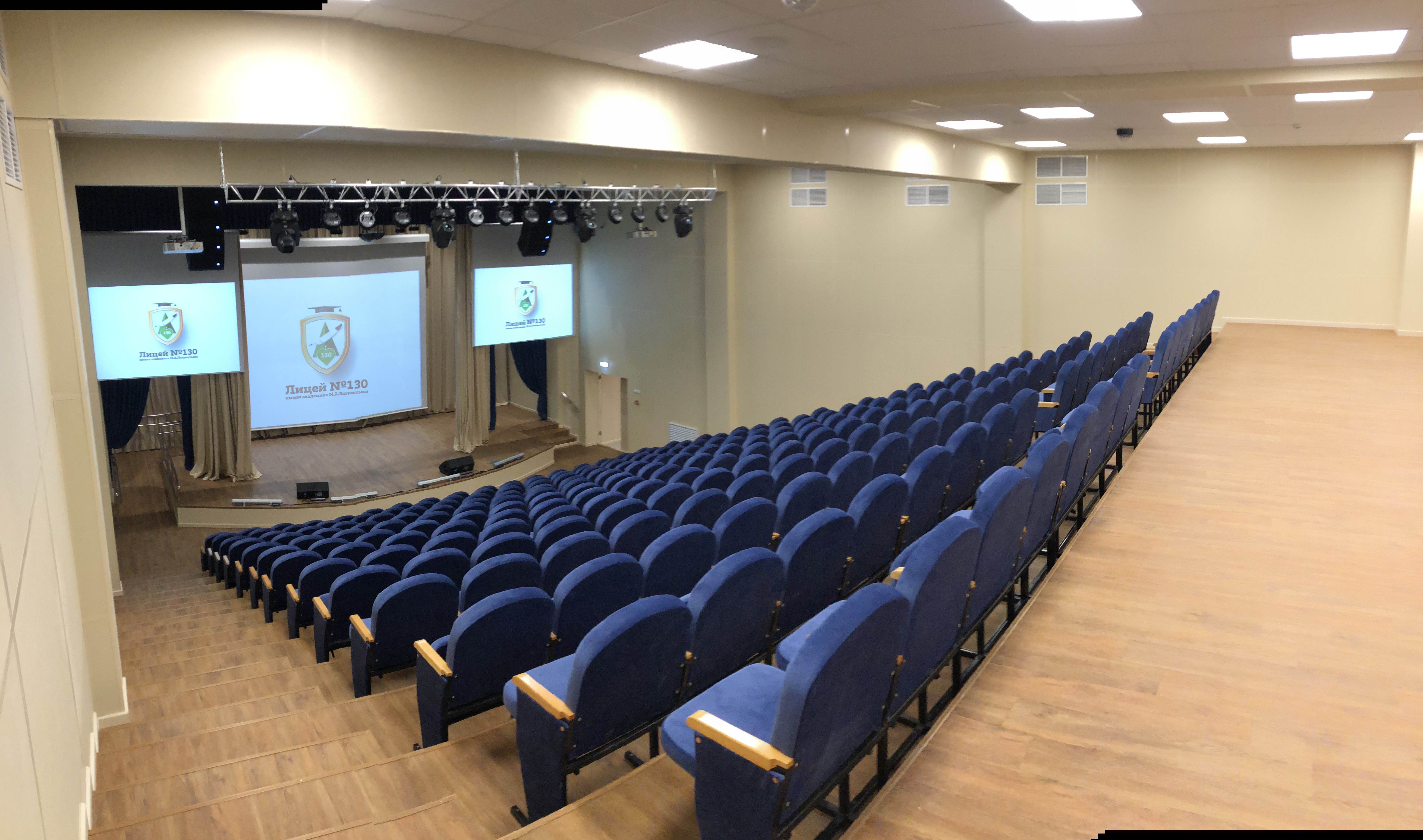
Актовый зал
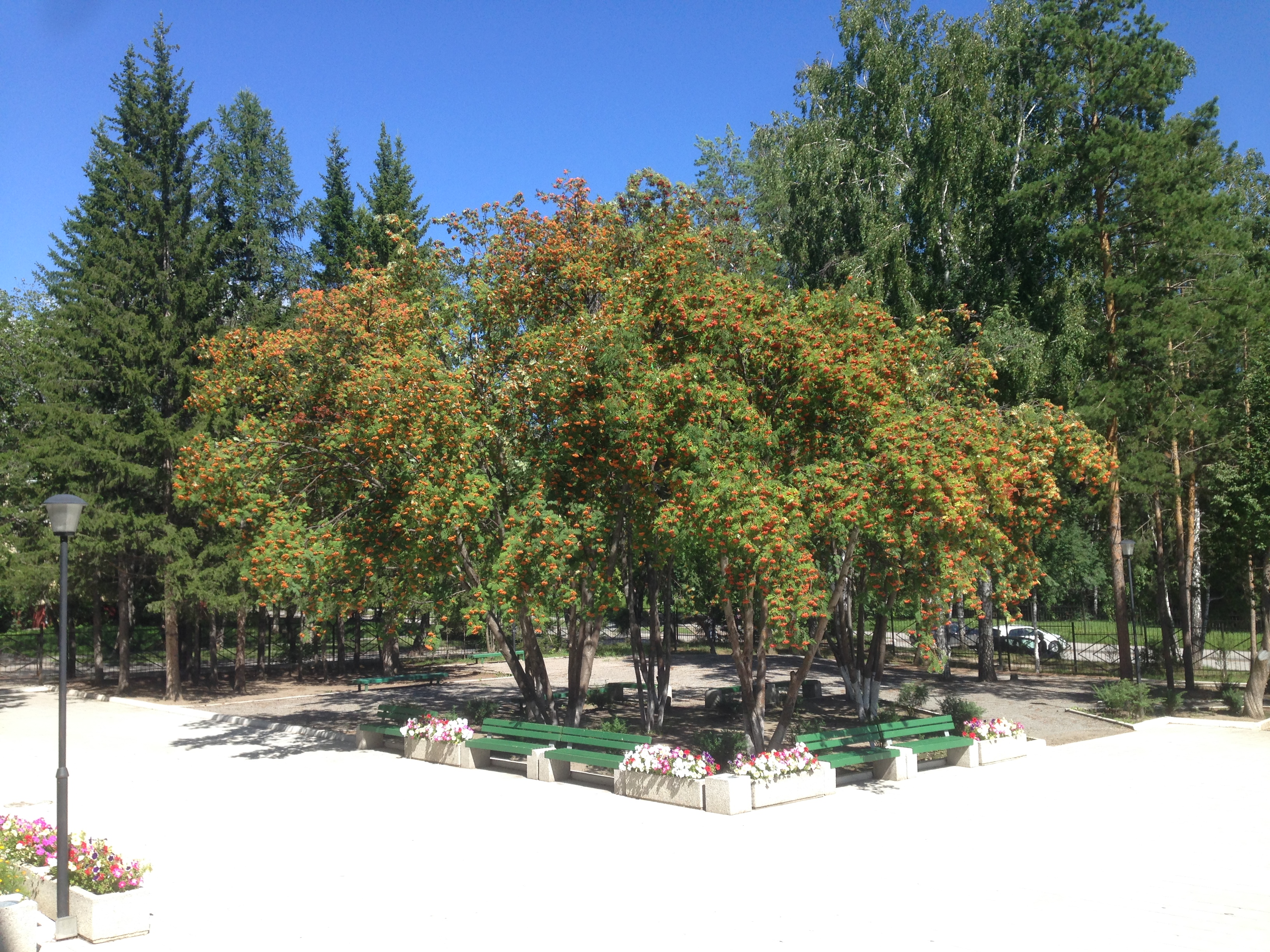
Двор
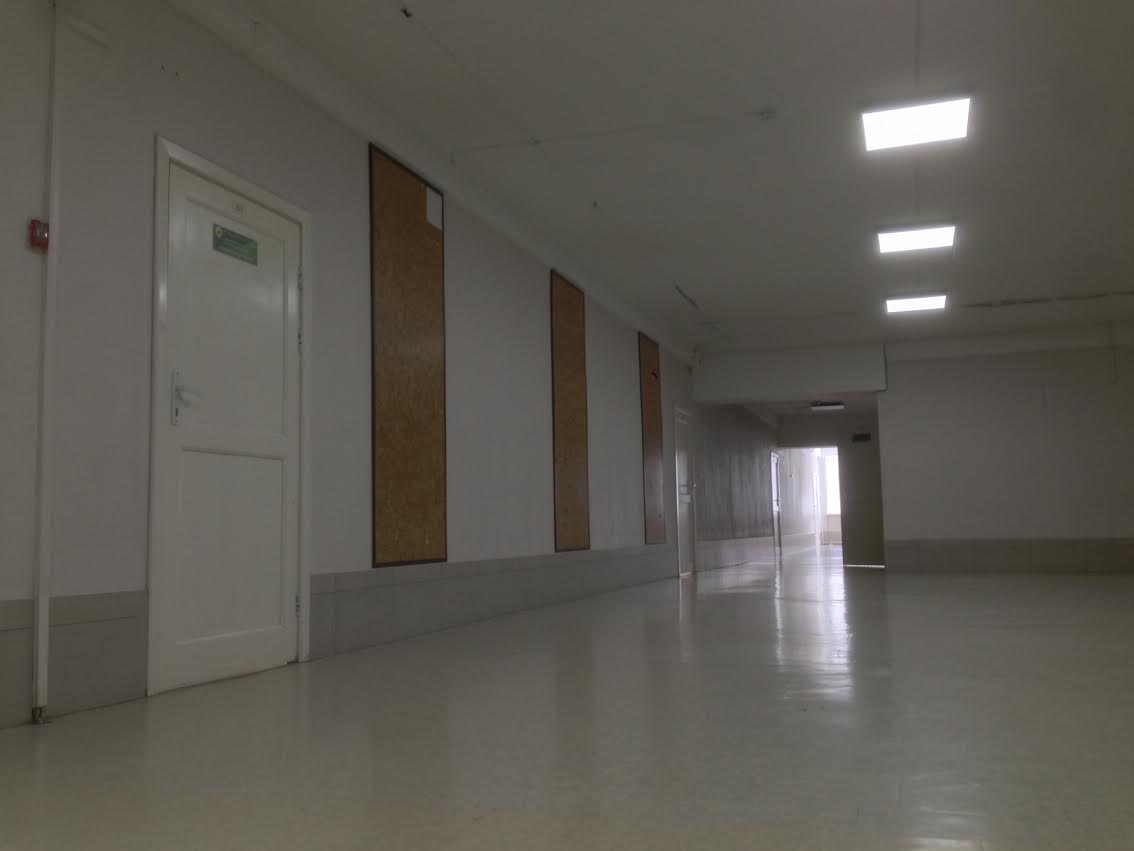
Холл третьего этажа старого корпуса
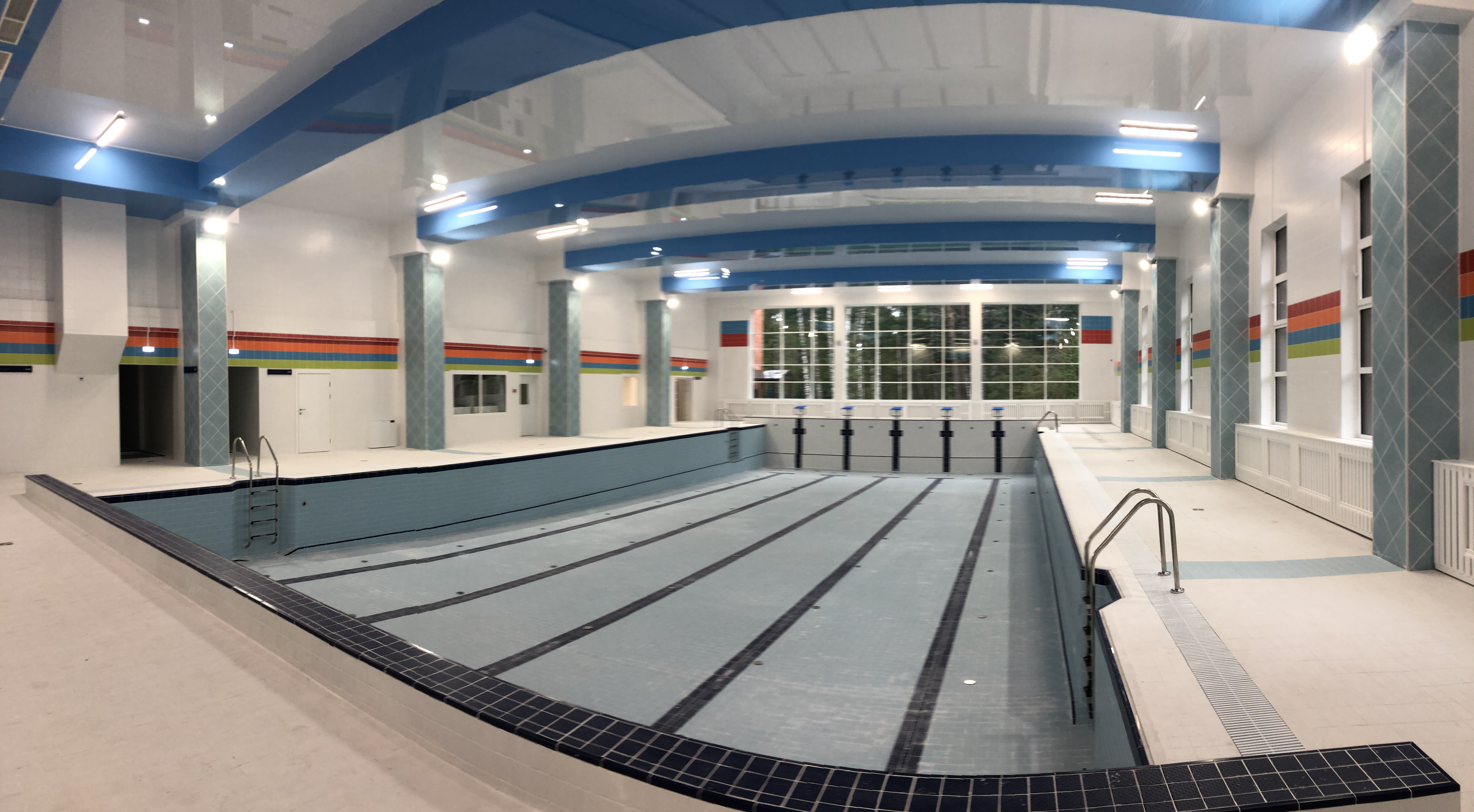
Бассейн в новом корпусе
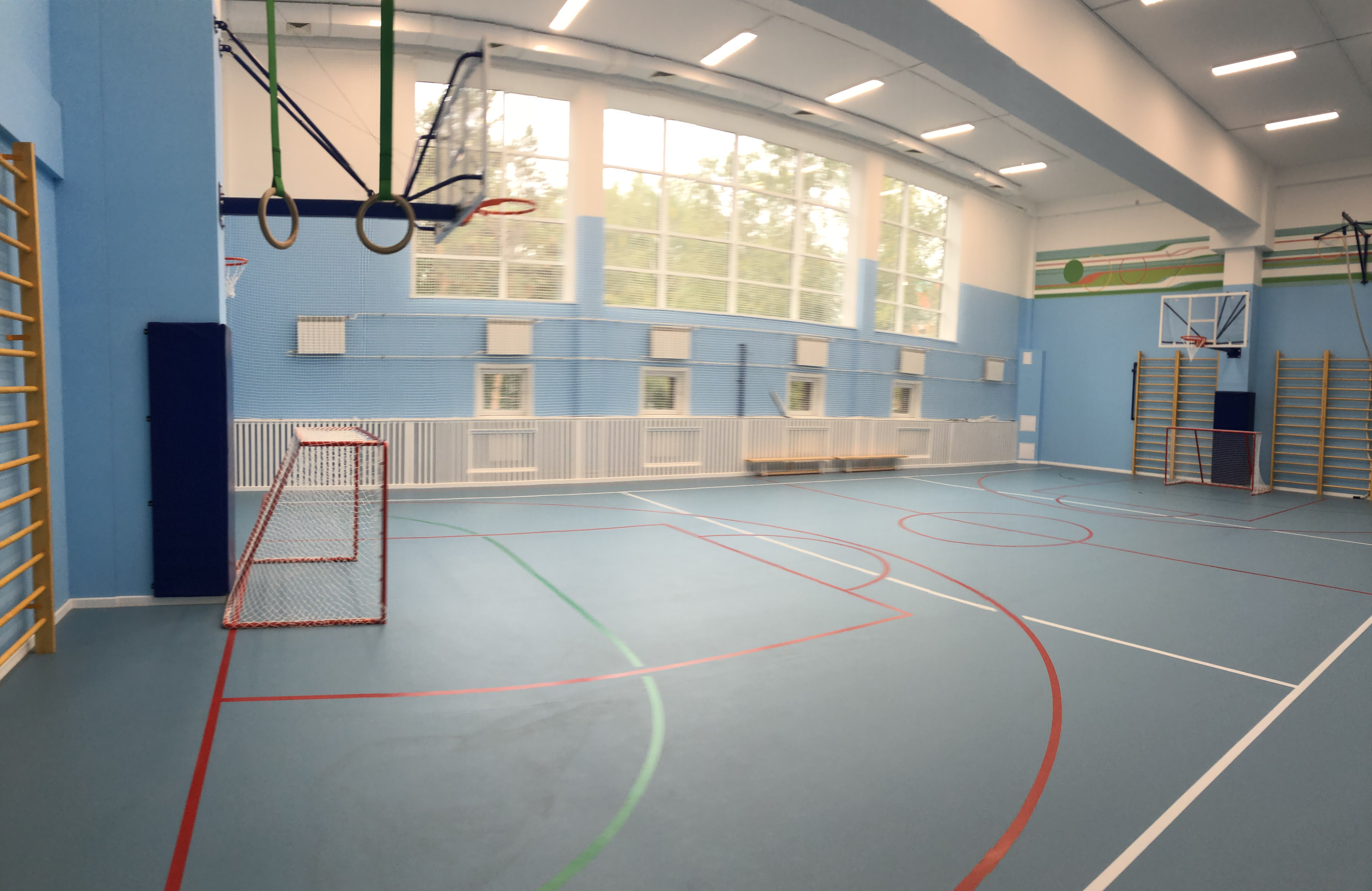
Спортивный зал
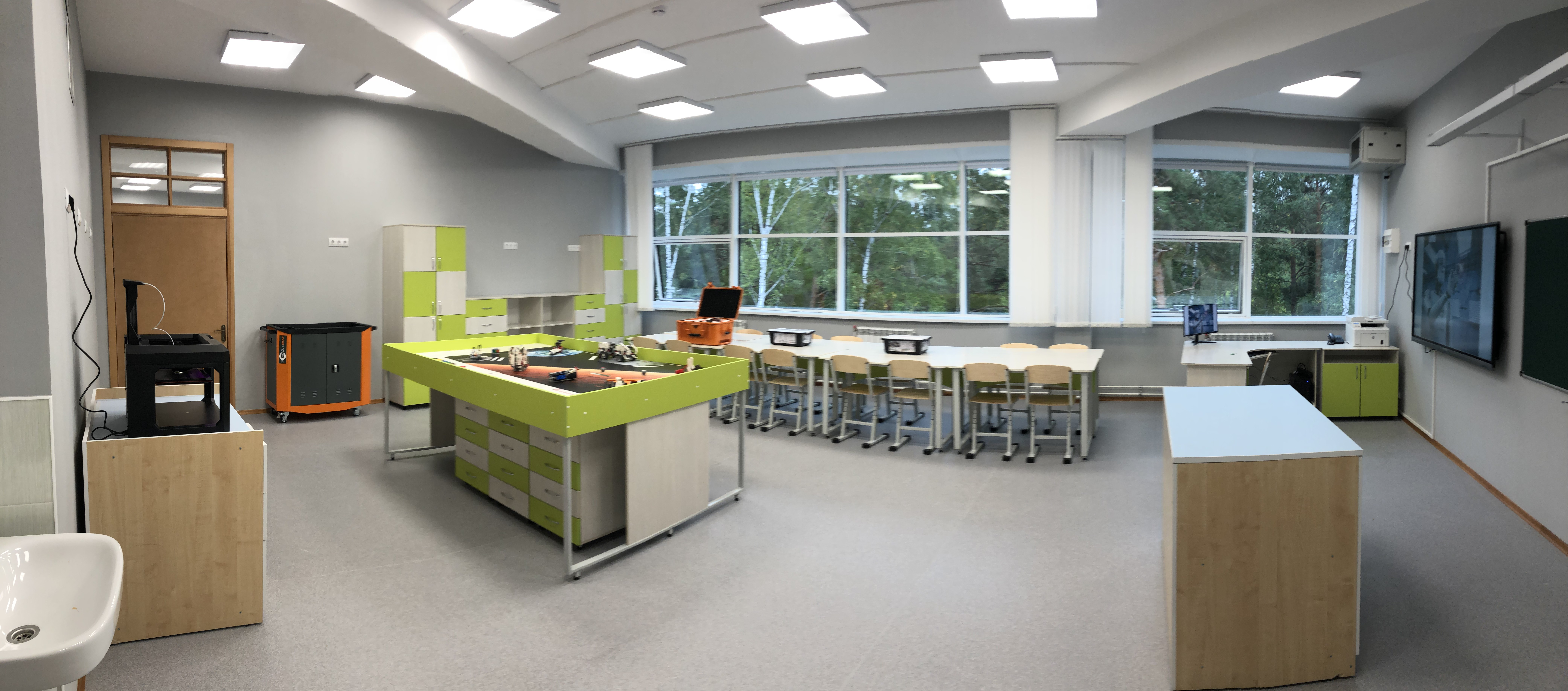
Лаборатория робототехники